# Laffaux

Laffaux este o comună în departamentul Aisne din nordul Franței. În 2004 avea o populație de 139 de locuitori.